# 23792 Alyssacook
23792 Alyssacook è un asteroide della fascia principale. Scoperto nel 1998, presenta un'orbita caratterizzata da un semiasse maggiore pari a 2,3346128 UA e da un'eccentricità di 0,1119952, inclinata di 6,41000° rispetto all'eclittica.